# 联合国专门机构
联合国系统内的专门机构是指与联合国合作的自治组织，代表联合国履行各项职能。这些组织最初可能不是由联合国创建，但由联合国经济及社会理事会根据《联合国宪章》第五十七条和第六十三条的规定纳入联合国系统。目前联合国共有15个。下面列出联合国的专门机构。

## 國際勞工組織（ILO）
简称劳工组织（ILO），成立于1919年，总部设于瑞士日内瓦。制订政策和方案，用以改善工作条件和增加就业机会，并确定供世界各国使用的劳工标准。

## 國際海事組織（IMO）
简称海事组织（IMO），成立于1959年，总部位于英国伦敦。致力于改进国际海运程序，提高海事安全标准，减少船舶造成的海洋污染。

## 國際民用航空組織（ICAO）
简称民航组织（ICAO, OACI），成立于1947年，总部设于加拿大蒙特利尔。专责制订关于空中交通的安全、保卫和效率的国际标准，并协调民航所有领域中的国际合作。

## 國際貨幣基金組織（IMF）
简称货币基金组织（IMF、FMI），成立于1945年，总部设于美国华盛顿特区。负责促进国际货币合作和金融稳定，是关于金融问题的协商、咨询和援助的常设论坛。

## 國際電信聯盟（ITU）
简称电信联盟（ITU、UIT），前身是1865年5月17日在巴黎创立的国际电报联盟，总部设在瑞士日内瓦。促进国际合作以改进各类电信通讯，协调对无线电和电视频率的使用，推行倡安全措施，并开展研究。

## 万国邮政联盟（UPU）
简称万国邮联（UPU），成立于1874年，总部设于瑞士伯尔尼。为邮政服务制订国际规则，提供技术援助，促进邮政事务方面的合作。

## 世界銀行集團（WBG）
简称世界银行（WBG），由五个机构组成，向发展中国家提供贷款和技术援助，用以减少贫穷和促进可持续的经济增长。

## 世界衛生組織（WHO）
简称卫生组织或世卫组织（WHO、OMS），成立于1948年，总部设于瑞士日内瓦。协调各个方案以解决保健问题，使所有人达到最高可能的健康水平。

## 世界氣象組織（WMO）
简称气象组织或世气组织（WMO、OMM），成立于1950年，前身为国际气象组织，总部设在瑞士日内瓦。促进对地球大气层和气候变化的科学研究，帮助在全球交流气象数据。

## 聯合國旅游組織
简称旅游组织，成立于1974年，总部设在西班牙马德里。担任关于旅游业政策问题的全球论坛，并成为一个实用的旅游专门知识来源。

## 世界智慧財產權組織（WIPO）
简称知识产权组织（WIPO），成立于1967年，致力于促进对知识产权的国际保护，推动版权、商标、工业设计和专利方面的合作。总部设在瑞士日内瓦。

## 国际农业发展基金 （IFAD）
简称农发基金（IFAD），成立于1977年，总部设在意大利罗马。筹集资金，用以在发展中国家提高粮食产量和改善穷人营养状况。

## 联合国教科文组织（UNESCO）
简称教科文组织（UNESCO），成立于1945年，总部设在法国巴黎。促进教育的普及、文化发展、世界自然和文化遗产的保护、以及科学、新闻自由和通讯方面的国际合作。

## 联合国工业发展组织（UNIDO）
简称工发组织（UNIDO），成立于1966年，总部设于奥地利维也纳。通过技术援助、咨询服务和培训来促进发展中国家的工业发展。

## 联合国粮食及农业组织（FAO）
简称粮农组织（FAO），成立于1945年，总部位于意大利罗马。致力于提高农业生产力、加强粮食安全、提高农村居民的生活水准。

## 相关组织
还有许多其他聯合國的政府间组织所缔结的合作协定，例如国际移徙组织、工发组织、粮食计划署、国际移动卫星组织（国际移动卫星组织）等。 在各方面的合作機构中，某些正式的合作协议关系协定根据第57條和63條《联合国宪章》与各专门机构所定義的關係所建立，但這些组织与这些协定並不等同於聯合國所認定的正式且主要的專門機構。 如國際原子能總署和世界貿易組織就屬於非主要的聯合國機構，但這些組織與聯合國有著正式的合作關係，且被視為聯合國系統的一員，這也包括了國際移民組織、禁止化学武器组织和全面禁止核试验条约组织。